# Coquille d'or

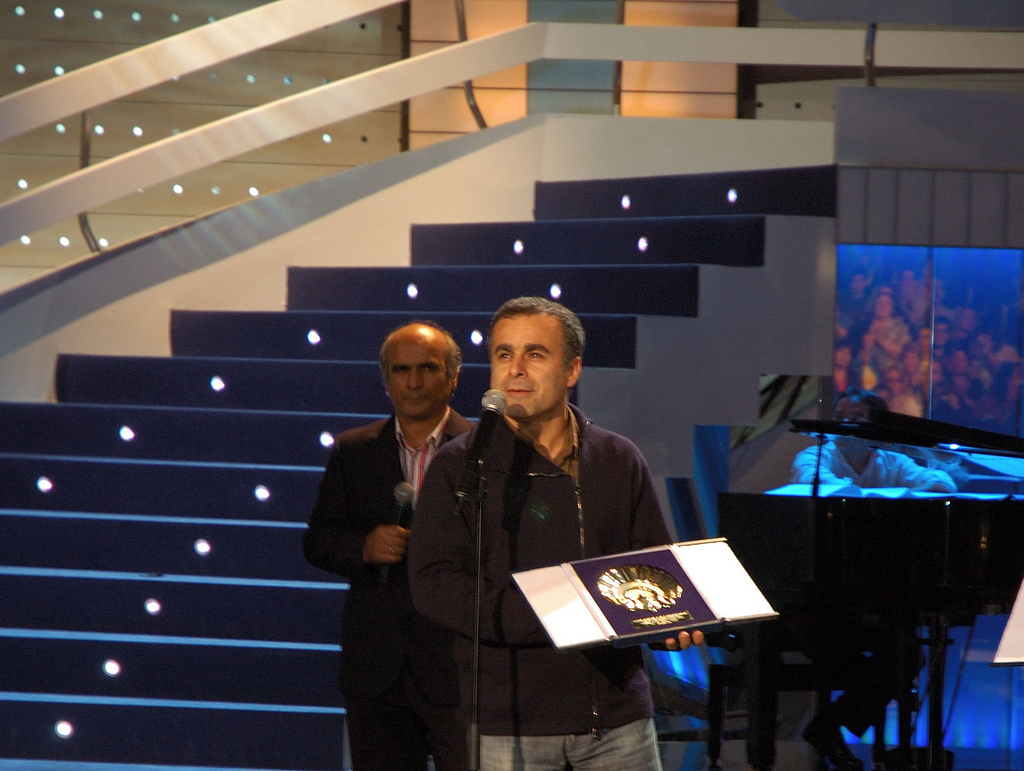
Bahman Ghobadi recevant la Coquille d’Or au Festival de Saint-Sébastien en 2006.

La Coquille d'or ou Coquillage d'Or (en espagnol : Concha de Oro ; en basque : Urrezko Maskorra) est la récompense suprême décernée par le jury du Festival de Saint-Sébastien (Espagne).
Elle est accordée au meilleur film élu parmi les films en compétition. Le symbole de la coquille est tiré de la célèbre plage de la Concha (plage de la coquille) de la ville de Saint-Sébastien.
Ce prix équivaut à la Palme d'or du Festival de Cannes, au Lion d'or de la Mostra de Venise ou encore à l'Ours d'or de la Berlinale.
À ce jour, cinq réalisateurs l'ont reçu à deux reprises : Francis Ford Coppola (en 1969 et 1984), Manuel Gutiérrez Aragón (en 1982 et 1986), Arturo Ripstein (en 1993 et 2000), Imanol Uribe (en 1994 et 1996) et Bahman Ghobadi (en 2004 et 2006).
À noter qu'à partir de 1980, Saint-Sébastien perd son classement par la FIAPF en catégorie  « A » (festival compétitif non-spécialisé). Il n'est alors plus possible aux organisateurs de proposer une compétition internationale et de faire attribuer des récompenses par un jury officiel. Cette rétrogradation dans le tableau des festivals, qui n'avait été appliquée par le passé que pour les éditions 1956 et 1963, plonge Saint-Sébastien dans une crise profonde dont il ne se remet qu'en 1985, année où il est reclassé en catégorie « A ». La FIAPF, qui encadre, réglemente et surveille l'organisation des festivals internationaux, lui permet ainsi de rouvrir sa compétition sans spécialisation au niveau du genre, de la langue ou de la nationalité. Depuis 1980, tous les films sélectionnés durant le festival avaient été projetés hors compétition. De manière officieuse, des prix avaient malgré tout été décernés dont le Prix Fipresci ou Grand prix de la critique internationale qui avait temporairement remplacé la Coquille d'or entre 1980 et 1984.

## Palmarès
| Année | Film                                     | Titre original                                               | Réalisateur                    | Pays                                 |
| ----- | ---------------------------------------- | ------------------------------------------------------------ | ------------------------------ | ------------------------------------ |
| 1953  | Hommes en détresse                       | La guerra de dios                                            | Rafael Gil                     | Espagne                              |
| 1954  | Sierra maldita                           |                                                              | Antonio del Amo                | Espagne                              |
| 1955  | Jours d'amour                            | Giorni d'amore                                               | Giuseppe De Santis             | Italie                               |
| 1956  | Le Disque rouge                          | Il ferroviere                                                | Pietro Germi                   | Italie                               |
| 1957  | L'Impossible Isabelle                    | La nonna Sabella                                             | Dino Risi                      | Italie                               |
| 1958  | Eva veut dormir,                         | Ewa chce spać                                                | Tadeusz Chmielewski            | Pologne                              |
| 1959  | Au risque de se perdre                   | The Nun's Story                                              | Fred Zinnemann                 | États-Unis                           |
| 1960  | Roméo, Juliette et les Ténèbres          | Romeo, Juliet a Tma                                          | Jiří Weiss                     | Tchécoslovaquie                      |
| 1961  | La Vengeance aux deux visages            | One-Eyed Jacks                                               | Marlon Brando                  | États-Unis                           |
| 1962  | L’Isola di Arturo                        |                                                              | Damiano Damiani                | Italie                               |
| 1963  | Mafioso                                  |                                                              | Alberto Lattuada               | Italie                               |
| 1964  | America, America                         |                                                              | Elia Kazan                     | États-Unis                           |
| 1965  | Mirage                                   |                                                              | Edward Dmytryk                 | États-Unis                           |
| 1965  | Zlatá reneta                             |                                                              | Otakar Vávra                   | Tchécoslovaquie                      |
| 1966  | Le Retour                                | I Was Happy Here                                             | Desmond Davis                  | Royaume-Uni                          |
| 1967  | Voyage à deux                            | Two for the Road                                             | Stanley Donen                  | États-Unis                           |
| 1968  | Un jour parmi tant d'autres              | The Long Day's Dying                                         | Peter Collinson                | Royaume-Uni                          |
| 1969  | Les Gens de la pluie                     | The Rain People                                              | Francis Ford Coppola           | États-Unis                           |
| 1970  | Vague de chaleur                         | Ondata di calor                                              | Nelo Risi                      | Italie                               |
| 1971  | Le Genou de Claire                       |                                                              | Éric Rohmer                    | France                               |
| 1972  | La Corruption, l'Ordre et la Violence    | The Glass House                                              | Tom Gries                      | États-Unis                           |
| 1973  | L'Esprit de la ruche                     | El Espíritu de la colmena                                    | Víctor Erice                   | Espagne                              |
| 1974  | La Balade sauvage                        | Badlands                                                     | Terrence Malick                | États-Unis                           |
| 1975  | Furtivos                                 |                                                              | José Luis Borau                | Espagne                              |
| 1976  | Les Tsiganes montent au ciel             | Табор уходит в небо                                          | Emil Loteanu                   | Union soviétique                     |
| 1977  | Partition inachevée pour piano mécanique | Неоконченная пьеса для механического пианино                 | Nikita Mikhalkov               | Union soviétique                     |
| 1978  | Alambrista!                              |                                                              | Robert Malcolm Young           | États-Unis                           |
| 1979  | Le Marathon d'automne                    | Осенний марафон (Osenni marafon)                             | Gueorgui Danielia              | Union soviétique                     |
| 1980  | Le Chef d'orchestre                      | Dyrygent                                                     | Andrzej Wajda                  | Pologne                              |
| 1981  | Conte de la folie ordinaire              | Storie di ordinaria follia                                   | Marco Ferreri                  | Italie                               |
| 1982  | Démons dans le jardin                    | Demonios en el jardín                                        | Manuel Gutiérrez Aragón        | Espagne                              |
| 1983  | Coup de foudre                           |                                                              | Diane Kurys                    | France                               |
| 1984  | Rusty James                              | Rumble Fish                                                  | Francis Ford Coppola           | États-Unis                           |
| 1985  | Yesterday                                |                                                              | Radoslaw Piwowarski            | Pologne                              |
| 1986  | L'Autre Moitié du ciel                   | La mitad del cielo                                           | Manuel Gutiérrez Aragón        | Espagne                              |
| 1987  | Noce en Galilée                          | عرس الجليل (Urs al-Jalil)                                    | Michel Khleifi                 | Palestine- France- Belgique          |
| 1988  | On the Black Hill                        |                                                              | Andrew Grieve                  | Royaume-Uni                          |
| 1989  | Voyageurs sans permis                    | Homer and Eddie                                              | Andreï Konchalovski            | États-Unis                           |
| 1989  | La Nation clandestine                    | La nación clandestina                                        | Jorge Sanjinés                 | Bolivie                              |
| 1990  | Lettres d'Alou                           | Las cartas de Alou                                           | Montxo Armendáriz              | Espagne                              |
| 1991  | Ailes de papillon                        | Alas de mariposa                                             | Juanma Bajo Ulloa              | Espagne                              |
| 1992  | Un lieu dans le monde                    | Un lugar en el mundo                                         | Adolfo Aristarain              | Argentine                            |
| 1993  | Principio y fin                          |                                                              | Arturo Ripstein                | Mexique                              |
| 1993  | Sara                                     | سارا (Sara)                                                  | Dariush Mehrjui                | Iran                                 |
| 1994  | Días contados                            |                                                              | Imanol Uribe                   | Espagne                              |
| 1995  | Margaret's Museum                        |                                                              | Mort Ransen                    | Canada- Royaume-Uni                  |
| 1996  | Bwana Trojan Eddie                       |                                                              | Imanol Uribe Gillies MacKinnon | Espagne Irlande                      |
| 1997  | Rien ne va plus                          |                                                              | Claude Chabrol                 | France                               |
| 1998  | Le Vent en emporte autant                |                                                              | Alejandro Agresti              | Argentine- Pays-Bas- Espagne- France |
| 1999  | C'est quoi la vie ?                      |                                                              | François Dupeyron              | France                               |
| 2000  | La perdición de los hombres              |                                                              | Arturo Ripstein                | Mexique- Espagne                     |
| 2001  | Un taxi pour trois                       | Taxi para tres                                               | Orlando Lübbert                | Chili                                |
| 2002  | Les Lundis au soleil                     | Los lunes al sol                                             | Fernando León de Aranoa        | Espagne- France- Italie              |
| 2003  | Le Coup de feu                           | Schussangst                                                  | Dito Tsintsadze                | Allemagne                            |
| 2004  | Les tortues volent aussi                 | لاک پشت ها هم پرواز می کنند (Lakposhthâ ham parvaz mikonand) | Bahman Ghobadi                 | Iran- Irak                           |
| 2005  | Something Like Happiness                 |                                                              | Bohdan Sláma                   | République tchèque                   |
| 2006  | Demi-lune                                | Nîwe Mang / Nîvê Heyvê                                       | Bahman Ghobadi                 | Iran- Irak- Autriche- France         |
| 2006  | Mon fils à moi                           |                                                              | Martial Fougeron               | France                               |
| 2007  | Un millier d'années de bonnes prières    | A Thousand Years of Good Prayers                             | Wayne Wang                     | États-Unis                           |
| 2008  | La Boîte de Pandore                      | Pandora'nın Kutusu                                           | Yeşim Ustaoğlu                 | Turquie                              |
| 2009  | City of Life and Death                   | 南京！南京！ (Nanjing, Nanjing)                              | Lu Chuan                       | Chine                                |
| 2010  | Neds                                     |                                                              | Peter Mullan                   | Royaume-Uni                          |
| 2011  | Los pasos dobles                         |                                                              | Isaki Lacuesta                 | Espagne- Suisse                      |
| 2012  | Dans la maison                           |                                                              | François Ozon                  | France                               |
| 2013  | Pelo Malo                                |                                                              | Mariana Rondón                 | Venezuela- Pérou- Allemagne          |
| 2014  | La niña de fuego                         | Magical Girl                                                 | Carlos Vermut                  | Espagne- France                      |
| 2015  | Sparrows                                 |                                                              | Rúnar Rúnarsson                | Islande- Danemark- Croatie           |
| 2016  | I Am Not Madame Bovary                   |                                                              | Feng Xiaogang                  | Chine                                |
| 2017  | The Disaster Artist                      |                                                              | James Franco                   | États-Unis                           |
| 2018  | Entre dos aguas                          |                                                              | Isaki Lacuesta                 | Espagne                              |
| 2019  | Pacificado                               |                                                              | Paxton Winters                 | Brésil                               |
| 2020  | Au commencement                          |                                                              | Dea Kulumbegashvili            | Géorgie- France                      |
| 2021  | Blue Moon                                | Crai Nou                                                     | Alina Grigore                  | Roumanie                             |
| 2022  | Los Reyes del mundo                      |                                                              | Laura Mora                     | Colombie                             |
| 2023  | O Corno                                  |                                                              | Jaione Camborda                | Espagne Portugal                     |
| 2024  | Tardes de soledad                        |                                                              | Albert Serra                   | Espagne                              |